# Клятовы
Клятовы — купеческий род подмосковного города Дмитрова.

## История
Сергей Егорович Клятов (1857—1926) был купцом, держал лавку, где торговал скобяным товаром и строительными материалами. Также владел кирпичным заводом, был городским уполномоченным и благотворителем.
В 1878 году Сергей Егорович женился на Авдотье Ивановне Шалаевой, служил приказчиком у заводчицы Пикуновой в Сергиевом Посаде. В 1900 году супруга скончалась, оставив Сергею Егоровичу двух малолетних сыновей Петра и Фёдора. Женившись повторно на вдове сына Пикуновой — Александре Михайловне Иконниковой — Сергей Егорович сделал выгодную партию, на полученное приданное он начал собственное дело — торговлю строительными и скобяными товарами.
Известно, что складские помещения Клятова простирались от Московской улицы до железной дороги. После революции 1917 года в них разместился Райпотребсоюз.
Семейный дом Клятовых, 1904 года постройки, располагался на Московской улице. После революции почти все помещения дома были экспроприированы новой властью, Клятовым оставили только две комнаты на 2-м этаже: одну из них проживала семье Петра, и одну — семье Федора.
Братья вели здоровый образ жизни: Пётр занимался тяжёлой атлетикой, Фёдор — увлекался футболом и бильярдом.
Во время Великой Отечественной войны Фёдор по состоянию здоровья был эвакуирован с семьёй в Тюмень, а Пётр арестован по 58 статье («контрреволюционная деятельность») и сослан в Норильск, где и скончался.
В доме Клятовых оставался жилым, затем в нём открыли Дом туриста, а в 1985 году снесли.